# Lista över borgmästare i Norrtälje
Detta är en lista över staden Norrtälje stads borgmästare.

## Borgmästare i Norrtälje
Borgmästare i Norrtälje stad före 1971.

### Justitieborgmästare
| Ämbetstid | Namn                   | Levnadstid | Övrigt |
| --------- | ---------------------- | ---------- | ------ |
| 1697–1707 | Lars Stierncrona       | 1663–1707  |        |
|           | Carl Löfgréen          | –1717      |        |
| 1718–1722 | Börje Brandt           |            |        |
| 1722–1728 | Erik Grisell           | 1687–      |        |
| 1730–1741 | Erik Drisell           | –1741      |        |
| 1742–1781 | Johan Engellau         | 1703–1781  |        |
| 1766–1785 | Otto Engellau          | 1738–1788  |        |
| 1785–1826 | Per Gabriel Rudbeck    | 1756–1826  |        |
| 1812–1824 | Karl Gustaf Barthelson | 1782–1862  |        |
| 1824–1844 | Fredrik Böök           | 1793–1870  |        |
| 1887–1911 | Edvard Behmer          | 1839–1911  |        |